# La caleta (película)
La caleta es una película dramática colombiana de 2018 dirigida por Carlos Julio Ramírez en su debut cinematográfico. Basada en la novela homónima de Rodrigo Guzmán Dávila, la cinta fue protagonizada por Jorge Herrera, Fernando Solórzano, Lina Castrillón, Elizabeth Sánchez y Álvaro Rodríguez.

## Sinopsis
Carlos es un millonario que se involucra en el narcotráfico en su afán de conseguir aún más dinero. Gilderman, un habitante de la calle, termina por coincidencia encontrando una caleta escondida de Carlos que contiene una gran suma de dinero. Este hallazgo, más allá de traerle fortuna a Gilderman, lo lleva a meterse en una gran cantidad de aprietos.

## Reparto principal
- Jorge Herrera
- Fernando Solórzano
- Lina Castrillón
- Elizabeth Sánchez
- Álvaro Rodríguez
- Amparo Conde
- Vince Balanta
- Carrell Alí Lasso